# Alexander Ragosa
Alexander Franzewitsch Ragosa (en ruso: Александр Францевич Рагоза) (Vítebsk, 8 de junio de 1858 - Kiev, 29 de junio de 1919) fue ministro de Defensa en el Hetmanato ucraniano y general en el Imperio ruso durante la Primera Guerra Mundial.

## Biografía
Era hijo de un clérigo ucraniano. Fue educado en la Escuela de Arte de San Miguel (1878) y luego asistió a la Academia del Estado Mayor de Nicolás (1883).
Desde el 30 de agosto de 1915 hasta el 21 de noviembre de 1917, fue comandante del Cuarto Ejército.
En 1918, fue nombrado ministro de Defensa del Estado de Ucrania bajo Pavlo Skoropadskyi.
Después de que las fuerzas al mando de Nikifor Grigoriev tomaron Odesa, los bolcheviques le dispararon el 29 de junio de 1919, después de negarse a unirse al Ejército Rojo.
- Datos: Q258864